# Zahida Allen
Zahida Allen (nascida em 1 de junho de 1994) é uma modelo e personalidade de televisão inglesa. Conhecida por sua aparição notável no programa de televisão Ex on the Beach (2017) e Geordie Shore (2017).

## Carreira
Em 2012, ganhou a final da Inglaterra do concurso Miss Earth. Em janeiro de 2017, Allen apareceu na sexta temporada de Ex on the Beach. Em 28 de fevereiro de 2017, foi confirmada como integrante do elenco principal da décima quarta temporada do programa britânico Geordie Shore. A temporada foi filmada em novembro de 2016, e começou a ser exibida em 28 de março de 2017.

## Filmografia
| Ano  | Título                             | Papel     | Notas            | Emissora |
| ---- | ---------------------------------- | --------- | ---------------- | -------- |
| 2017 | Ex on the Beach                    | Ela mesma | Elenco principal | MTV UK   |
| 2017 | Geordie Shore                      | Ela mesma | Elenco principal | MTV UK   |
| 2019 | The Challenge: War of the Worlds   | Ela mesma | Concorrente      | MTV      |
| 2019 | The Challenge: War of the Worlds 2 | Ela mesma | Concorrente      | MTV      |